# Sigrid Pilz

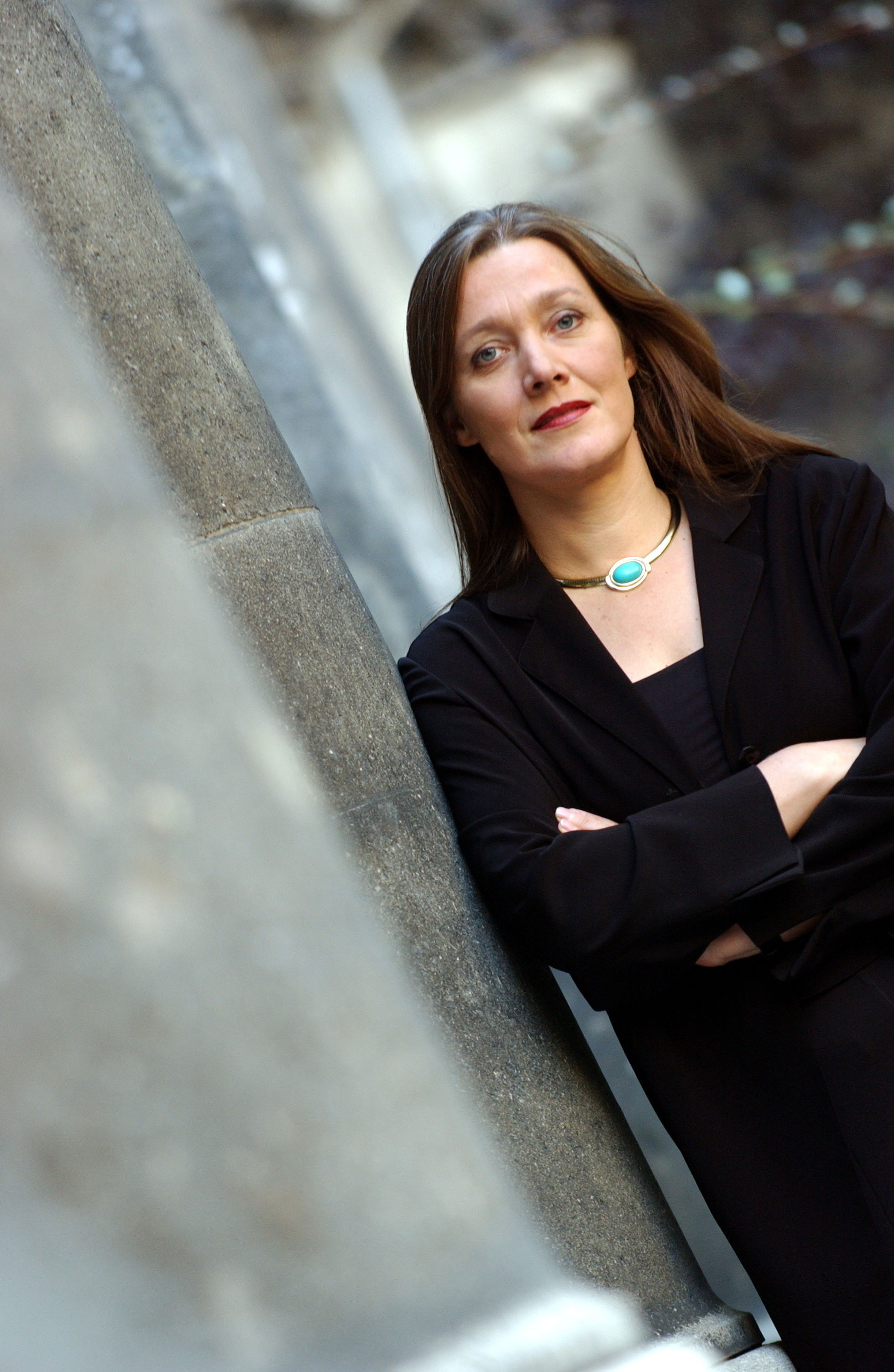
Sigrid Pilz (2005)

Sigrid Pilz (* 2. Mai 1958) ist die ehemalige Patientenanwältin der Stadt Wien und eine ehemalige österreichische Politikerin (Die Grünen).

## Leben
Pilz absolvierte das Studium der Erziehungswissenschaften und Psychologie in Innsbruck und wurde zur Doktorin der Philosophie promoviert. Längere Zeit war sie Mitarbeiterin und Leiterin eines Jugendzentrums für benachteiligte Jugendliche. Seit 1985 war sie Beamtin im Sozialministerium, Leiterin der Abteilung für Internationale Familien- und Jugendpolitik sowie Lektorin an der Universität Innsbruck.
Von 2001 bis 2012 saß sie im Wiener Landtag und Gemeinderat, wo sie zuletzt die Funktion der Gesundheitssprecherin für Die Grünen Wien ausübte. In dieser Funktion deckte sie Missstände im Pflegeheim Lainz ebenso auf wie bei der Ausbildung für Turnusärzte. Im Zuge des sog. Lainzer Pflegeskandals musste die zuständige Stadträtin Elisabeth Pittermann zurücktreten.
Am 1. Juli 2012 trat sie die Funktion als Patientenanwältin des Bundeslandes Wien an. An ihre Stelle im Gemeinderat folgte Alexander Van der Bellen.
Seit 2020 ist sie als Nachfolgerin von Susanne Fengler Mitglied des ORF-Stiftungsrats.
Kurz vor öffentlicher Bekanntgabe des Rücktritts von Gesundheitsminister Rudolf Anschober wurde Pilz die Möglichkeit gegeben das Amt anzutreten, dies lehnte sie allerdings ab.
Am 21. Juni 2022 wurde bekannt, dass Pilz mit 1. Juli 2022 Gerhard Jelinek als Wiener Patientenanwalt nachfolgen soll. Im Dezember 2024 entschied das Arbeits- und Sozialgericht Wien erstinstanzlich, dass ihre Ablöse als Patientenanwältin aus unsachlichen Gründen erfolgt war. Für die Funktionsperiode 2023 bis 2028 wurde sie neben Eva Dichand, Christoph Huber, Peter Husslein und Thomas Zeltner Mitglied des Universitätsrates der Medizinischen Universität Wien.
Es besteht keine Verwandtschaft mit Peter Pilz.